# Микитівська сільська рада (Антрацитівський район)
| Микитівська сільська рада — колишній орган місцевого самоврядування у Антрацитівському районі Луганської області з адміністративним центром у с. Микитівка. Водоймища на території, підпорядкованій даній раді: річка Васюкова. Сільській раді підпорядковані населені пункти: - с. Микитівка - с. Баштевич - с. Ганнівка - с-ще Сонячне - с-ще Широкий |

## Склад ради
Рада складалася з 14 депутатів та голови.

### Керівний склад ради
| ПІБ                       | Основні відомості                                                         | Дата обрання | Дата звільнення |
| ------------------------- | ------------------------------------------------------------------------- | ------------ | --------------- |
| Шестаченко Надія Іванівна | Сільський голова, 1966 року народження, освіта, член Партії регіонів      | 26.03.2006   | 31.10.2010      |
| Шестаченко Надія Іванівна | Сільський голова, 1966 року народження, освіта вища, член Партії регіонів | 31.10.2010   |                 |

Примітка: таблиця складена за даними джерела